# Hatsuyume
Na cultura japonesa, um hatsuyume (初夢) é o primeiro sonho que se tem no ano novo. Tradicionalmente, o conteúdo de tal sonho previa a sorte do sonhador no ano seguinte. No Japão, a noite de 31 de dezembro era frequentemente passada sem dormir, então o hatsuyume é frequentemente vivenciado durante a noite de 1º de janeiro; o dia seguinte à noite do "primeiro sonho" também é conhecido como hatsuyume. Este dia é 2 de janeiro no calendário gregoriano, mas era diferente no calendário tradicional japonês.
É considerado particularmente bom sonhar com o Monte Fuji, um falcão e uma beringela. Esta crença existe desde o início do período Edo, incluindo menções na poesia de Matsuo Bashō. Existem várias teorias sobre as origens do motivo pelo qual esta combinação específica foi considerada auspiciosa. Uma teoria sugere que esta combinação traz sorte porque o Monte Fuji é a montanha mais alta do Japão, o falcão é um pássaro inteligente e forte, e a palavra para beringela (茄子, nasu ou nasubi) sugere alcançar algo grande (成すnasu). Outra teoria sugere que esta combinação surgiu porque o Monte Fuji, a falcoaria e as primeiras beringelas eram os pratos favoritos do xogum Tokugawa Ieyasu.